# アール・エフ・ラジオ日本野毛山無線基地

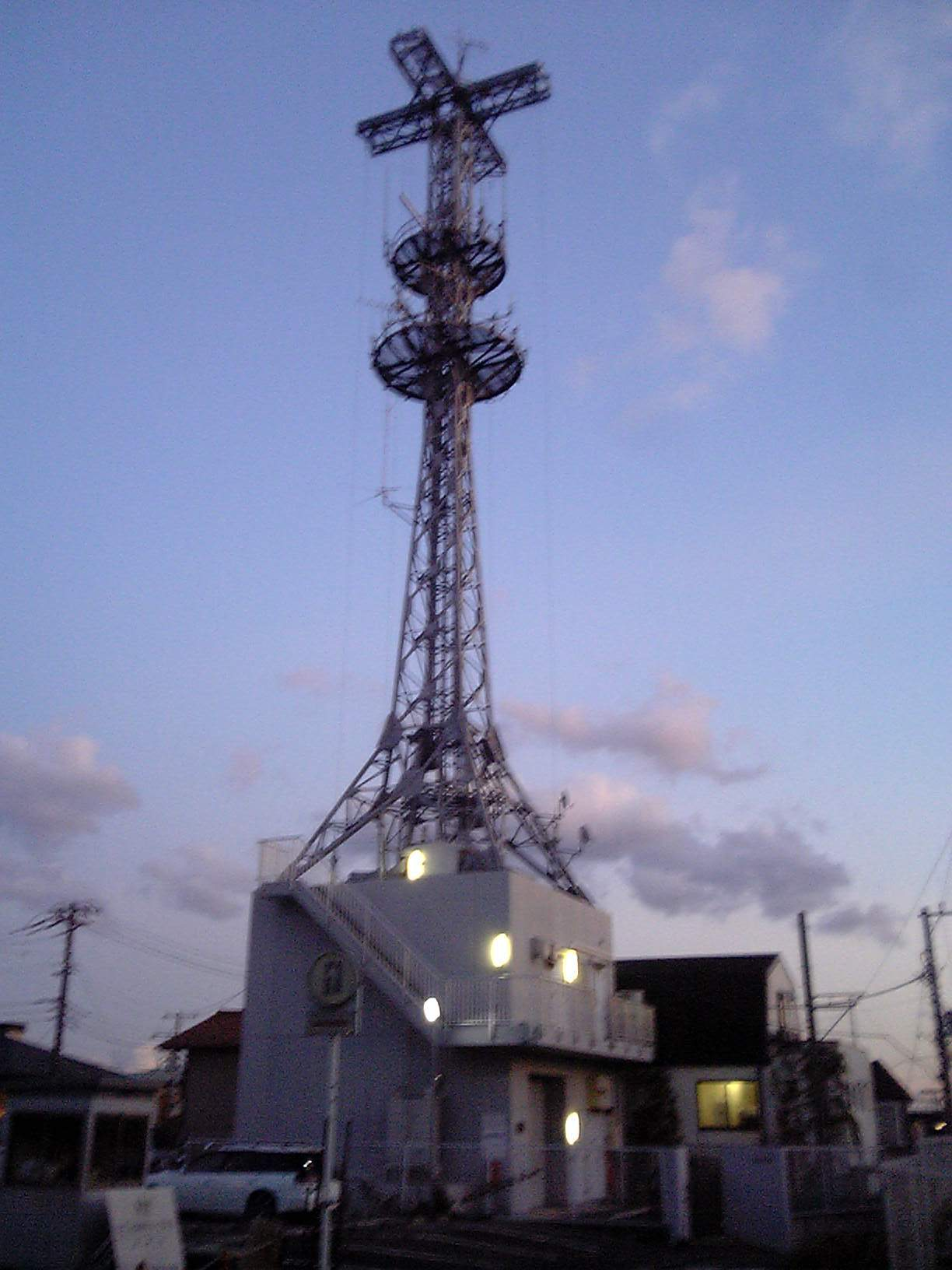
アール・エフ・ラジオ日本野毛山無線基地（2009年11月4日）

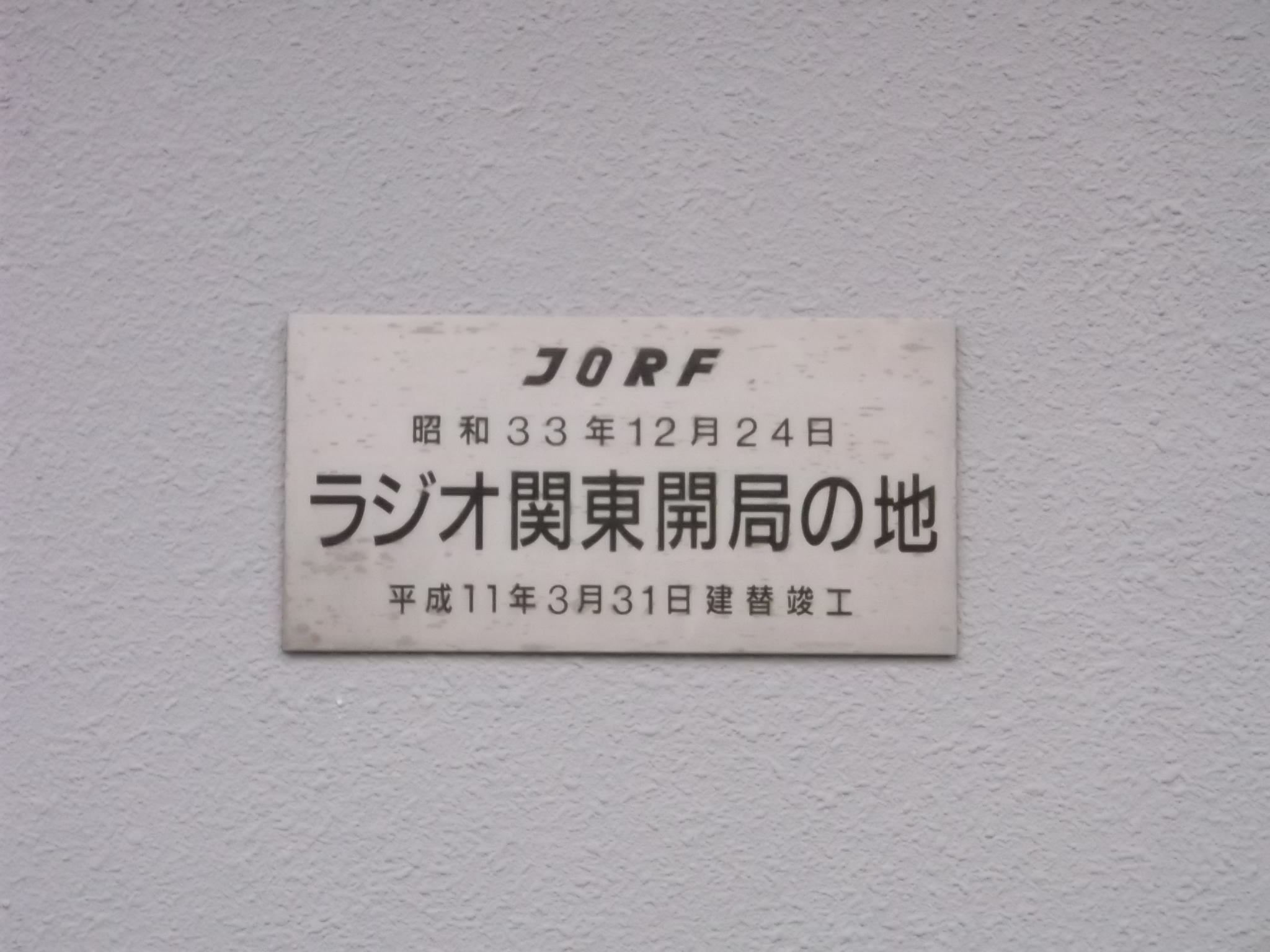
ラジオ関東開局の地を記すプレート（2012年12月2日）

RFラジオ日本野毛山無線基地（アールエフラジオにっぽんのげやまむせんきち）は神奈川県横浜市西区老松町に置かれているアール・エフ・ラジオ日本の非常用予備送信所である。

## 概要
同局では送信所・中継局を放送局と称するため、野毛山放送局と案内される場合がある。アール・エフ・ラジオ日本（ラジオ関東）開局以来用いられていた元本社演奏所跡地の野毛山の山腹に所在し、1999年3月建替竣工。
局舎には「ラジオ関東 開局の地」のプレートが埋め込まれている。建替前、荒廃した旧局舎上の鉄塔スペースを行政当局に無断でタクシー用MCA無線基地に提供し賃料収入を得ていたため問題化した。旧・ラジオ関東局舎敷地の約1/3程度に縮小して建替えられている。
残りの敷地は横浜迎賓館（旧・セントジェームスクラブ迎賓館）の臨時駐車場となっている。

## 送信所施設概要
| 放送局名                 | コールサイン | 周波数 （kHz） | 空中線 電力 | 放送対象地域 | 放送区域内 世帯数 | 備考                                                           |
| ------------------------ | ------------ | -------------- | ----------- | ------------ | ----------------- | -------------------------------------------------------------- |
| アール・エフ・ラジオ日本 | JORF         | 1422           | 1kW         | 神奈川県     | 約-世帯           | 建屋上の接地型自立鉄塔で、 アンテナはダウンリード型4面無指向性 |